# Маккензи, Дэвид
Дэвид Маккензи (англ. David Mackenzie; род. 1966) — шотландский режиссёр и сценарист, живущий и работающий в Глазго. Сооснователь кинокомпании Sigma Films. Снял 10 художественных фильмов (7 в Европе и 3 в США).
Его творчество отличает разнообразие жанров и кинематографических стилей.
Призёр BAFTA и Берлинского МКФ.

## Фильмография

### Полнометражные фильмы
- Последняя великая пустыня[англ.] / The Last Great Wilderness (2002)
- Молодой Адам / Young Adam (2003)
- Безумие / Asylum (2005)
- Холлэм Фоу[англ.] / Hallam Foe (2007)
- Бабник / Spread (2009)
- Последняя любовь на Земле / Perfect Sense (2011)
- Музыка нас связала[англ.] / You Instead (2011)
- От звонка до звонка / Starred Up (2013)
- Любой ценой / Hell or High Water (2016)
- Король вне закона / Outlaw King (2018)[4][5]
- Диспетчер / Relay (2024)
- Fuze / Fuze (TBA)

### Короткометражные фильмы
- Грязные бриллианты / Dirty Diamonds (1994)
- Калифорнийский свет / California Sunshine (1997)
- Кульбит / Somersault (2000)
- Приданое Марси / Marcie’s Dowry (2000)